# Niżnij Imiek
Niżnij Imiek (ros. Нижний Имек) – wieś (dieriewnia) w Rosji, w Chakasji, w rejonie tasztypskim. W 2021 liczyła 447 mieszkańców.